# Педро Фигередо
Педро Фелипе Фигередо Сиснерос (на испански: Pedro Felipe Figueredo Cisneros), известен предимно като Перучо, е кубински революционер, композитор и поет.

## Биография
Фигередо е роден в Баямо, Куба. През 1860 г. участва активно в планирането на кубинското въстание срещу испанците, известно като Десетгодишната война.
Той написва кубинския национален химн El Himno de Bayamo през 1867 г. Заловен е по време на войната и екзекутиран в Сантяго де Куба на 17 август 1870 г.
Дъщеря му Канделария Фигередо става герой на въстанието, като носи новото независимо кубинско знаме в битката при Баямо през 1868 г.